# W. Marvin Watson
William Marvin Watson, född 6 juni 1924 i Oakhurst, Texas, död 26 november 2017 i The Woodlands i Texas, var en amerikansk demokratisk politiker, statstjänsteman och affärsman. Han var Vita husets stabschef 1965-1968 och USA:s generalpostmästare (Postmaster General) 1968-1969 under USA:s president Lyndon B. Johnson.

## Biografi
Watson studerade vid Baylor University och deltog i andra världskriget tjänstgörandes i USA:s marinkår. Han arbetade för Johnsons framgångsrika senatskampanj i 1948 års kongressval. Watson var en av president Johnsons närmaste medarbetare i Vita huset och han har tillsammans med Sherwin Markman skrivit en memoarbok om tiden med Johnson. Boken, som utkom 2004, heter Chief of Staff: Lyndon Johnson and His Presidency.
Efter att Johnson lämnade Vita huset, arbetade Watson för Occidental Petroleum. Watson var rektor vid Dallas Baptist University 1979-1987. Han var länge styrelseledamot i World Impact, en organisation som 2005 gav sin administrationsbyggnad namnet W. Marvin and Marian B. Watson Administration Building.